# Ясєнь (ґміна)
Ґміна Ясень — сільська гміна у Калуському повіті Станиславівського воєводства Другої Речі Посполитої та у Крайсгауптманшафті Станіслав Дистрикту Галичина Третього Райху. Адміністративним центром гміни (і єдиною її складовою) було село Ясєнь.
Об'єднану сільську ґміну Ясень (рівнозначну волості) було утворено 1 серпня 1934 року у межах адміністративної реформи в ІІ Речі Посполитій із тогочасної сільської ґміни (самоврядної громади від 1867 р.): Ясєнь. Найімовірнішою причиною формування ґміни з єдиного села була попередня передача сусідніх сіл Майдан і Присліп розпорядженням Ради міністрів 30 травня 1931 року з Калуського повіту до Богородчанського.
Площа ґміни — 201,97 км². Кількість житлових будинків — 756.
Кількість мешканців — 3366.
Національний склад населення ґміни Ясєнь на 1 січня 1939 року з усіх 3640 мешканців: 3530 українці-грекокатоликів (96,98 %), 80 євреїв (2,2 %) і 30 поляків (0,82 %).
17 січня 1940 року ґміна була ліквідована, а територія увійшла до новоствореного Новичанського району.
Гміна (волость) була відновлена на час німецької окупації з липня 1941 до липня 1944 року, до неї передані села Небилів, Слобода-Небилівська і Сливки зі ґміни Лдзяни, адміністративний центр перенесено в Небилів і ґміна перейменована після цього на ґміну Небилів.
На 1 березня 1943 року населення ґміни становило 7451 особа.